# Diplothrix legata
Il ratto arboricolo delle Ryukyu (Diplothrix legata Thomas, 1906) è l'unica specie del genere Diplothrix (Thomas, 1906), endemica delle Isole Ryukyu.

## Descrizione

### Dimensioni
Roditore di medie dimensioni, con lunghezza del corpo tra 220 e 330 mm e la lunghezza della coda tra 240 e 330 mm.

### Caratteristiche craniche e dentarie
Il cranio ha una scatola cranica allargata, le creste sopra-orbitali ben sviluppate e le arcate zigomatiche rivolte in avanti. I molari hanno una struttura delle cuspidi complessa.
Sono caratterizzati dalla seguente formula dentaria:

### Aspetto
La pelliccia è molto lunga, densa e spinosa. Le parti superiori sono grigio-brunastre cosparse di bianchi peli spinosi con la punta nerastra, mentre le parti ventrali sono grigiastre. Le orecchie sono corte, finemente ricoperte di peli e con una macchia giallastra alla base posteriore. Le vibrisse sono lunghe, nere e con la punta giallo-brunastra. Il dorso delle zampe è marrone scuro, la pianta dei piedi è provvista di sei cuscinetti. La coda è lunga quanto la testa ed il corpo, è densamente ricoperta di peli ed è uniformemente marrone scuro, con la metà terminale bianca. Il Cariotipo è 2n=42 FN=64.

## Biologia

### Comportamento
È una specie arboricola.

## Distribuzione e habitat
Questa specie è endemica delle isole di Okinawa, Amami Ōshima e Tokunoshima, nell'arcipelago delle Ryūkyū, nell'estremo sud del Giappone.
Vive nelle foreste di querce e chinquapin delle regioni medio-montane e montane.

## Conservazione
La IUCN Red List, considerato l'areale ristretto, la deforestazione e l'introduzione di predatori, classifica D.legata come specie in pericolo (EN).